# Ngân hàng Đài Loan

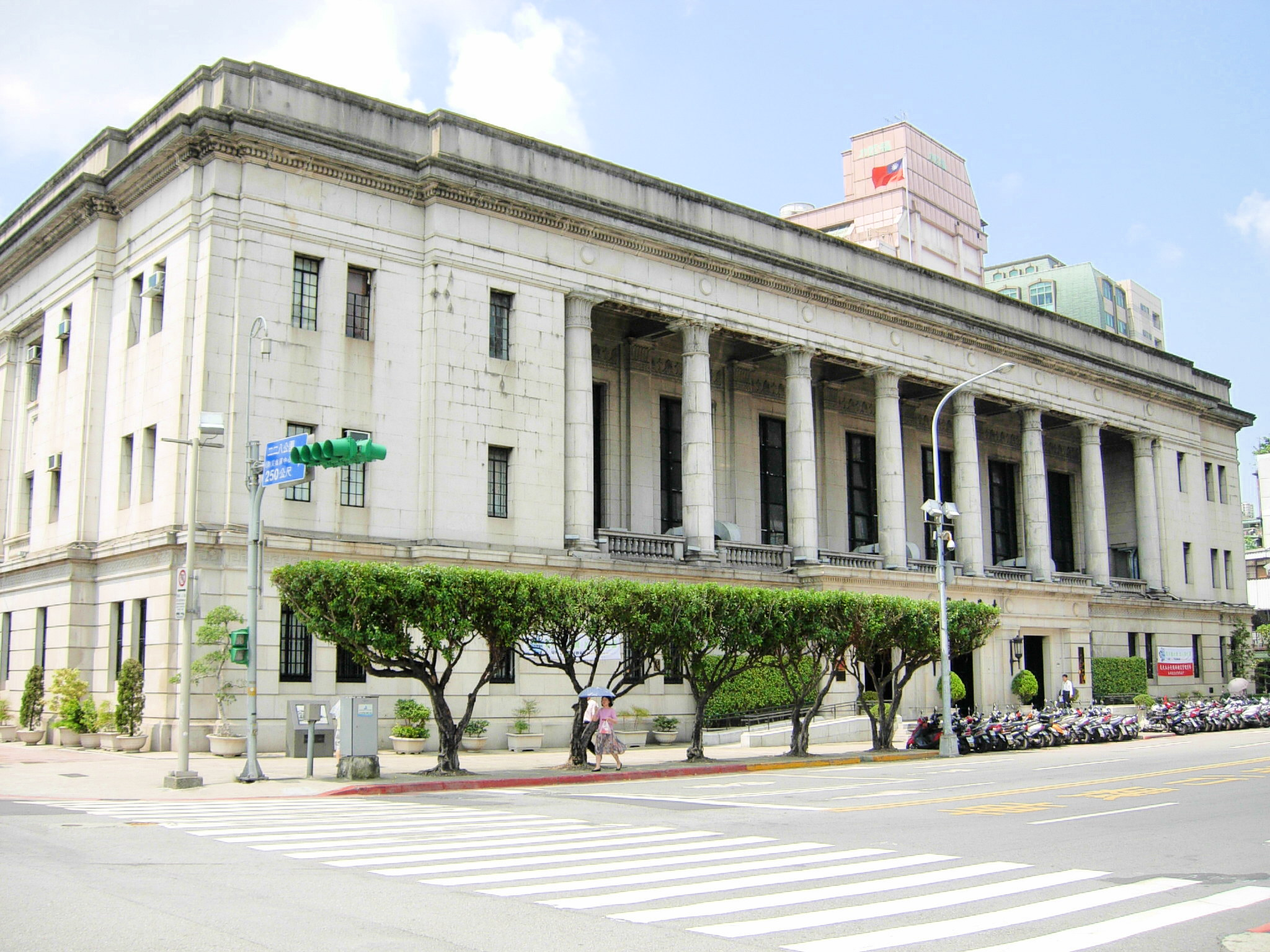
Ngân hàng Đài Loan.

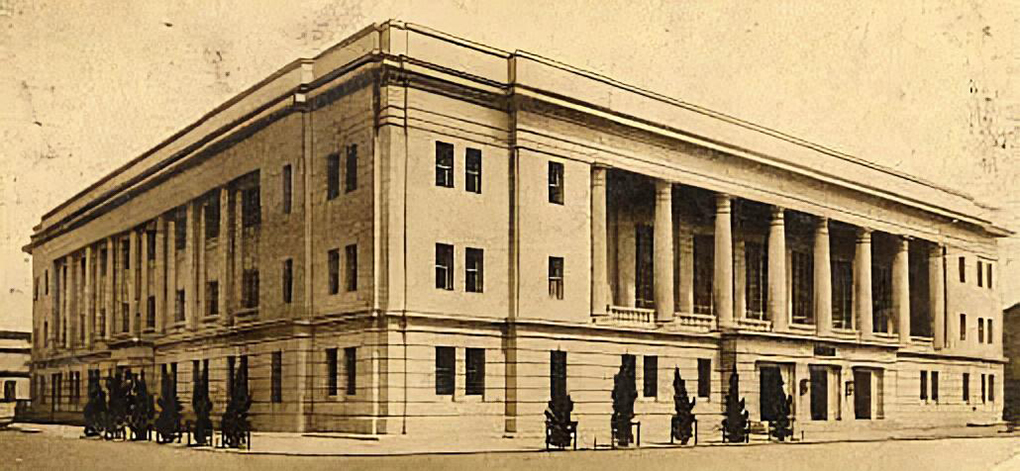
Ngân hàng Đài Loan thành lập năm 1897 có trụ sở tại Đài Bắc.

Ngân hàng Đài Loan (BOT, tiếng Trung: 臺灣銀行; bính âm: Táiwān Yínháng) là một ngân hàng quốc doanh ở Thành phố Đài Bắc, Đài Loan. Ngân hàng Đài Loan đã được thành lập lần đầu làm ngân hàng trung ương trong thời kỳ Nhật Bản đô hộ. Đạo luật Ngân hàng Đài Loan đã được ban hành năm 1897 và Ngân hàng Đài Loan đã được thành lập năm 1899 để khuyến khích các lĩnh vực tư nhân của Nhật Bản, bao gồm Mitsubishi và Tập đoàn Mitsui đầu tư vào Đài Loan. Đã có một sự hợp tác rộng rãi giữa Nippon Kangyo Bank và Ngân hàng Đài Loan trên đảo Đài Loan. Một cuộc khủng hoảng ngân hàng xảy ra năm 1927 đã được Ngân hàng Nhật Bản làm cứu giúp. Trong thời kỳ Nhật Bản chiếm đóng, các chi nhánh đã được mở ra nhiều nơi trong Đế quốc Nhật Bản như Trung Quốc, và Đông Nam Á.
Sau khi Nhật đầu hàng năm 1945, chính phủ Trung Hoa Dân Quốc đã tiếp quản Ngân hàng Đài Loan và phát hành Cựu Đài tệ thông qua ngân hàng này. Cuối năm 1949, Ngân hàng Đài Loan đã phát hành Tân Đài tệ để chống lại giảm phát giá trị của Đài tệ. Sau khi phe Quốc Dân Đảng thua trong cuộc nội chiến trước phe Cộng sản do Mao Trạch Đông lãnh đạo, Quốc Dân Đảng đã rút lui qua Đài Loan, Ngân hàng Đài Loan giữ vai trò là ngân hàng trung ương nhiều hơn củ Trung Hoa Dân Quốc cho đến khi Ngân hàng Trung ương (Trung Hoa Dân Quốc) đã được tái lập năm 1961. Ngân hàng Đài Loan nằm dưới sự quản lý của Chính quyền tỉnh Đài Loan cho đến năm 1998 khi nó được chuyển sang cho Bộ Tài chính của Trung Hoa Dân Quốc quản lý. Năm 2001, nhiệm vụ phát hành Tân Đài tệ đã được chuyển giao cho Ngân hàng Trung ương (Trung Hoa Dân Quốc).